# Jenny-Joy Kreindl
Jenny-Joy Kreindl (* 14. April 1982 in München) ist eine deutsche Schauspielerin.

## Leben
Jenny-Joy Kreindl ist die Tochter des Schauspieler-Ehepaares Werner Kreindl und Diana Körner. Ihre Halbschwester mütterlicherseits ist die Schauspielerin Lara Joy Körner.
Kreindl absolvierte eine professionelle Schauspielausbildung an der Schauspielschule Krauss in Wien. Ab 2005 wirkte sie als Bühnendarstellerin in mehreren Theaterstücken mit. 2007 trat sie in Die Verschwörung des Fiesco zu Genua im Alten Schauspielhaus Stuttgart auf. Anschließend folgten mehrere Tournee-Produktionen für die A.gon Theaterproduktion in München. 2008 spielte sie die Rolle der Krankenschwester in der Komödie Liebeslügen von Michael McKeever, in der ihre Mutter Diana Körner, Wolfgang Hinze und Ottokar Lehrner ihre Partner waren. 2009 folgten Rollen als Journalistin / Tochter in Mandela – Das Musical. Von 2009 bis 2011 spielte sie auf Tournee die Titelrolle in Margarethe von Trottas Theaterstück Die verlorene Ehre der Katharina Blum nach Heinrich Böll mit Michaela Stögbauer und Rainer Goernemann in den weiteren Hauptrollen. Ab 2011 übernahm sie, an der Seite von Werner Haindl und Ursula Berlinghof, die Titelrolle in der Theateradaption des Romans Veronika beschließt zu sterben von Paulo Coelho und, wieder an der Seite ihrer Mutter, die Rolle der „burschikosen“ 17-jährigen Jo in Bitterer Honig nach dem Theaterstück von Shelagh Delaney. In der a.gon-Uraufführung Als bliebe ich am Leben verkörperte sie Freya von Moltke und las gemeinsam mit Stefan Zimmermann in der Rolle des Helmuth James Graf von Moltke aus den in der Todeszelle verfassten Briefen des Widerstandskämpfers an seine Ehefrau Freya.
Ab 2005 wirkte sie auch in mehreren Kurzfilmen mit.
Ab Mai 2015 arbeitete sie für die UBS AG als Kommunikations- und Verkaufstrainerin. Mittlerweile ist sie als Managing Partnerin für die international agierende Beratungsfirma Talent & Leadership Solutions in Zürich tätig.
Kreindl lebt in Zürich und München. Im Januar 2017 heiratete sie einen Schweizer HR-Manager.

## Filmografie
- 2005: Morituri (Kurzfilm)
- 2007: 7 Sekunden (Kurzfilm)
- 2010: HA Shooter (Kurzfilm)
- 2010: Aktenzeichen XY … ungelöst (Fernsehreihe, 1 Folge)
- 2011: Policeman
- 2012: Geschichten zum Verlieben